# Le ragazze della terra sono meglio
Le ragazze della terra sono meglio (They Came from Outer Space) è una serie televisiva statunitense in 20 episodi trasmessi per la prima volta nel corso di una sola stagione dal 1990 al 1991.
È una sitcom fantascientifica incentrata sulle vicende di due alieni gemelli che se la spassano in California.

## Trama
Bo e Abe sono due adolescenti gemelli alieni provenienti dal pianeta Crouton. Essi sventano i piani dei loro genitori che vogliono spedirli all'università di Cambridge, in Gran Bretagna, e, dopo essere atterrati con la loro navicella, decidono di mettersi in viaggio per la California, all'insaputa dei genitori i quali sanno che si trovano in Inghilterra, utilizzando uno Chevrolet Corvette del 1959, nel tentativo di conoscere le donne e saperne di più sulla vita sulla Terra.
I due sono inseguiti da due maldestri ufficiali dell'Air Force, il colonnello Tom Barker e il tenente Pat "Monkey" Wilson, che vorrebbero catturare i due per scopi scientifici. I due ufficiali non riusciranno mai a catturare i due fratelli a causa della loro incompetenza e anche per il fatto che i due alieni hanno diversi poteri tra cui il teletrasporto di oggetti, il trasferimento della mente all'interno di vari oggetti (per un tempo massimo di un minuto), la comunicazione con gli animali, il trasferimento di energia da un croutoniano all'altro (che permette al ricevente una notevole abilità e velocità fisica). Abe e Bo si mantengono e finanziano i loro viaggi facendo di volta in volta vari lavoretti.

## Personaggi e interpreti
- Abe (20 episodi, 1990-1991), interpretato da Stuart Fratkin.
È il più responsabile e serio dei due fratelli. Egli è ancora vergine e vuole rimanere tale fino al matrimonio. La sua principale preoccupazione nel corso di tutta la serie sembra essere il cibo e come procurarsi i pasti. Si lamenta spesso per la fame. Tuttavia, a causa del suo elevato metabolismo croutoniano, egli può mangiare grandi quantità di cibo e non aumentare di peso.
- Bo (20 episodi, 1990-1991), interpretato da Dean Cameron.
È più attratto dal divertimento rispetto al fratello Abe. Il suo interesse primario è il sesso. Pensa raramente alle conseguenze delle sue azioni e di solito mette Abe nei guai. È sua l'idea di andare in California (invece della Gran Bretagna).
- Tenente Colonnello Tom Barker (20 episodi, 1990-1991), interpretato da Allan Royal.
È un ufficiale dell'Air Force incaricato di rintracciare extraterrestri per scopi scientifici. Egli è infelice della sua posizione in questo gruppo di ricerca ed è stato inserito nel team per mettere in imbarazzo un ufficiale superiore. Barker è convinto che se riuscirà a prendere i due fratelli potrà poi essere trasferito in un'altra unità. Prima dell'inizio della serie, aveva catturato due sorelle provenienti da Crouton, su cui il governo ha condotto poi vari esperimenti. Egli quindi conosce già la fisiologia e le abilità degli alieni provenienti da Crouton. Abe e Bo sono a conoscenza della cattura delle sorelle e questo era uno dei motivi per il quale Abe non voleva venire negli Stati Uniti.
- Tenente Pat Wilson (20 episodi, 1990-1991), interpretato da Christopher Carroll.
È un ufficiale dell'Air Force e collega di Tom Barker nell'unità creata per la cattura dei due fratelli. Wilson è stato retrocesso da un rango superiore al grado di tenente. Gli è stato affibbiato il soprannome "Monkey", a causa di una storia imbarazzante che egli è riluttante a condividere. Il colonnello di solito lo chiama Wilson, ma spesso usa il soprannome per schernirlo.
- padre di Abe e Bo (20 episodi, 1990-1991), interpretato da Victor Brandt.
- madre di Abe e Bo (20 episodi, 1990-1991), interpretato da Rosalee Mayeux.

### Guest star
Tra le guest star: Terry Hendricksen, Elaine Bilstad, Lotus Weinstock, Patty Burtt, Kari Whitman, Debbie Barker, Stuart Nisbet, Johnny Dark, William Lanteau, Paul Short, Paul Brinegar, Jerry Tullos, Milton Demel, Martha Smith, Lisa Melilli, Sharon Lee Jones, Debrae Barensfeld, Preston Scott Lee, Natalie Lennox, Tim Dunigan, Kendra Booth, Rosalee Mayeux, Dina Sherman, Ace Mask, Christine Cattell, Nadia Capone, David Shelton, Carl Ciarfalio, Delia Salvi.

## Produzione
La serie, ideata da Tom McLoughlin, fu prodotta da Finnegan/Pinchuk Productions e MCA Television Entertainment e girata a Los Angeles in California. Le musiche furono composte da Gary Stockdale.

### Registi
Tra i registi sono accreditati:
- Dennis Donnelly in 6 episodi (1990-1991)
- Chuck Bowman in 5 episodi (1990-1991)
- Sidney Hayers in 4 episodi (1990)
- Jefferson Kibbee in 2 episodi (1991)
- Gary Walkow in 2 episodi (1991)

### Sceneggiatori
Tra gli sceneggiatori sono accreditati:
- Tom McLoughlin in 19 episodi (1990-1991)
- Peter I. Baloff in 16 episodi (1990-1991)
- Dave Wollert in 14 episodi (1990-1991)

## Distribuzione
La serie fu trasmessa negli Stati Uniti dal 1º ottobre 1990 al 19 marzo 1991  in syndication. In Italia è stata trasmessa con il titolo Le ragazze della terra sono meglio.
Alcune delle uscite internazionali sono state:
- negli Stati Uniti il 1º ottobre 1990 (They Came from Outer Space)
- in Spagna (Llegaron del espacio)
- in Italia (Le ragazze della terra sono meglio)

## Episodi
| Stagione       | Episodi | Prima TV USA |
| -------------- | ------- | ------------ |
| Prima stagione | 20      | 1990-1991    |